# Małgorzata Ludwika d’Orléans
Małgorzata Ludwika Orleańska (ur. 28 lipca 1645, zm. 17 września 1721) – wielka księżna Toskanii przez małżeństwo z Kosmą III. Matka ostatniego pokolenia Medyceuszy.

## Biografia

### Wczesne życie

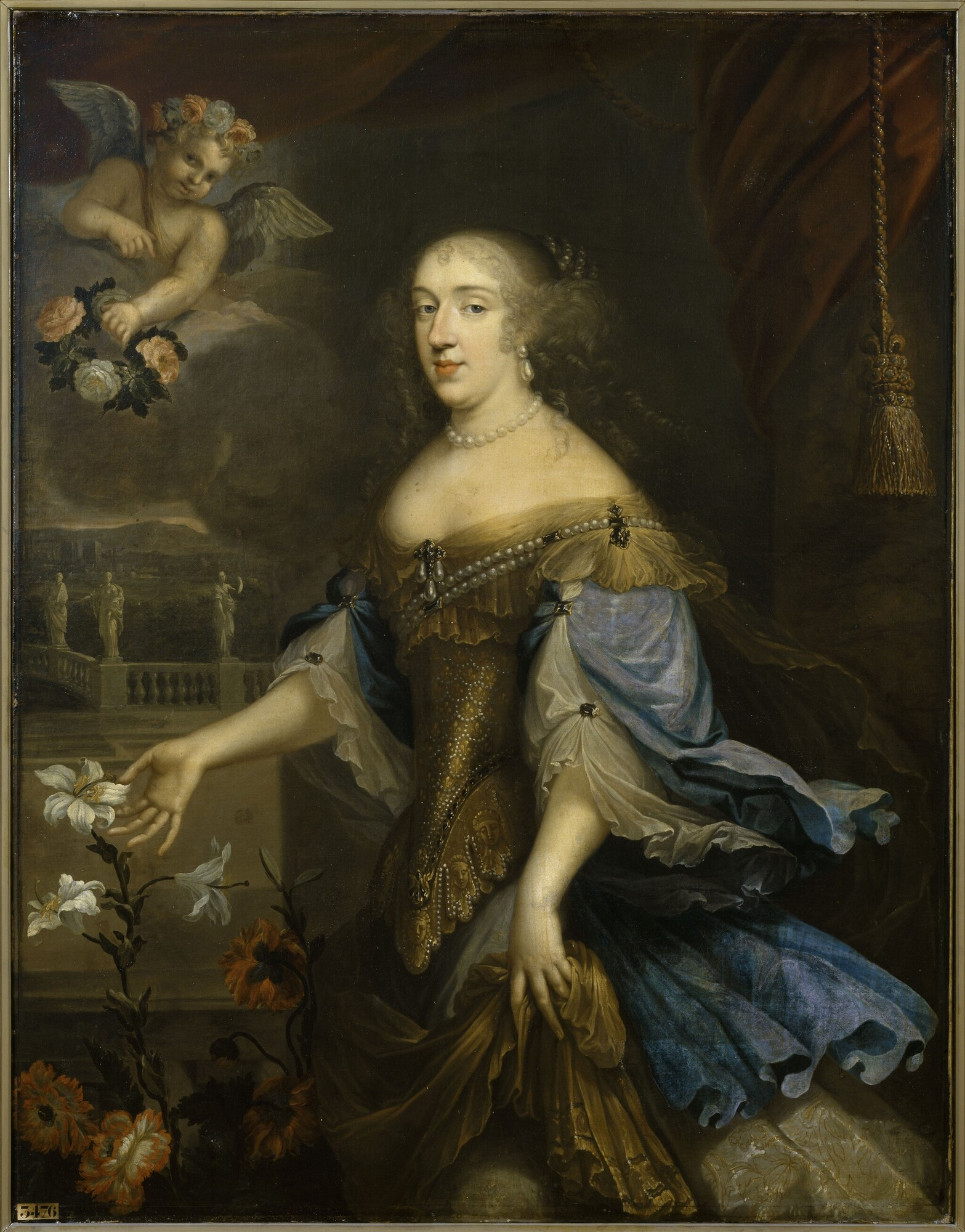
Ulubiona siostra Małgorzaty Ludwiki księżna Montpensier będąca jedną z najbogatszych dziedziczek we Francji

Małgorzata Ludwika była najstarszym dzieckiem Gastona, księcia Orleanu i jego drugiej żony Małgorzaty Lotaryńskiej. Urodziła się 28 lipca 1645 roku w należącym do jej ojca château de Blois. Jej siostrami były Elżbieta Małgorzata, późniejsza księżna Alençon i przez małżeństwo księżna de Guise, oraz Franciszka Magdalena, przez małżeństwo księżna Sabaudii. Miała również starszą siostrę przyrodnią (z pierwszego małżeństwa jej ojca z Marią, księżną Montpensier) Annę Marię Ludwikę Orleańską - najbogatszą dziedziczkę w nowożytnej historii Francji.
Podstawową edukację Małgorzata Ludwika otrzymała na dworze swojego ojca w Blois, gdzie Gaston przebywał na 'wygnaniu' od czasu Frondy, w czasie której wszczął bunt przeciwko swemu bratankowi Ludwikowi XIV. Młoda księżniczka była bliską przyjaciółką swojej starszej przyrodniej siostry Anny Marii Ludwiki (znanej na dworze jako La Grande Mademoiselle), która wprowadziła Małgorzatę Ludwikę na dwór i uczęszczała wraz z nią do teatru i na bale; w zamian ta była posłuszna siostrze w sprawie wyboru przyszłego małżonka i w sprawach dworskich. Madame de Choisy, bliska przyjaciółka matki Małgorzaty Ludwiki niemądrze doradziła jej nie przyjmować propozycji małżeństwa od Karola Emanuela II, księcia Sabaudii. Dlatego też gdy w 1658 roku, kiedy nadeszła kolejna propozycja, tym razem od Kosmy Medyceusza, następcy tronu Wielkiego Księstwa Toskanii, Małgorzata Ludwika zapytała starszą przyrodnią siostrę o to co ma odpowiedzieć. Jej młodsza siostra Franciszka Magdalena wyszła za mąż za Karola Emanuela II w 1663 roku.
Początkowo uszczęśliwiona perspektywą małżeństwa, Małgorzata Ludwika straciła entuzjazm w chwili gdy dowiedziała się, że jej starsza przyrodnia siostra nie popiera już planów toskańskiego mariażu. Na wieść o tym, że małżeństwo musi zostać zawarte, młoda Orleanka zaczęła szokować dwór usiłując namówić do sekretnego małżeństwa swojego kuzyna Karola Lotaryńskiego, który wkrótce został jej kochankiem. Małżeństwo per procura z następcą tronu Wielkiego Księstwa Toskanii zostało zawarte 19 kwietnia 1661 roku, w niczym nie zmieniło jej postawy, z czego bardzo niezadowoleni byli ministrowie Ludwika XIV; gdy wyznaczono dzień, w którym powinna się spotkać z ambasadorami i odebrać od nich powinszowania z okazji zawarcia związku małżeńskiego, usiłowała uciec na polowanie, od czego odwiodła ją księżna Montpensier.

## Życie w Toskanii

### Żona następcy tronu

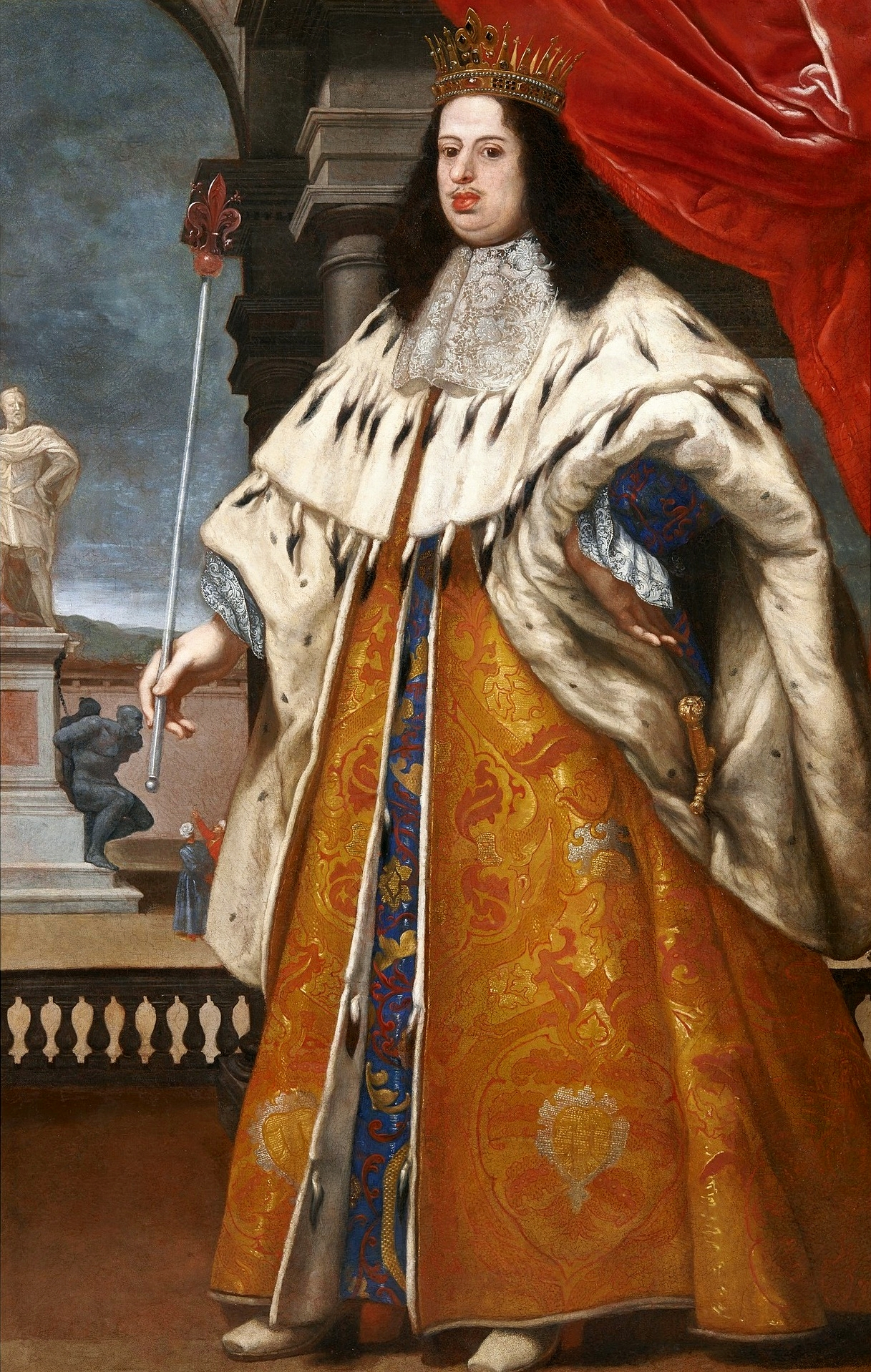
Kosma III Medyceusz, znienawidzony mąż Małgorzaty Ludwiki

Mateusz Medyceusz, brat nieobecnego wielkiego księcia towarzyszył Małgorzacie Ludwice w morskiej podróży do Toskanii flotą złożoną z dziewięciu galer - trzech toskańskich, trzech genueńskich i trzech papieskich. Do Livorno przybyła 12 czerwca, a by uczynić jej uroczysty wjazd do Florencji bardziej spektakularnym, przesunięto go na 20 czerwca. Właściwy ślub książęcej pary był najwspanialszym wydarzeniem jakie do tej pory widziała Florencja, a sama ilość powozów biorących udział w pochodzie wynosiła ponad trzysta sztuk. Jako prezent ślubny wielki książę Ferdynand II (ojciec Kosmy) podarował Małgorzacie Ludwice "łańcuch brylantów i czterdziestu smukłych pereł wiszących pomiędzy nimi, całość przypięta do ramion dwiema perłami rozmiarów niewielkich jaj gołębich".
Pierwsze spotkanie Małgorzaty Ludwiki i Kosmy upłynęło pod znakiem wzajemnej obojętności i, według elektorowej Hanoweru, młodzi małżonkowie spędzali ze sobą tylko jedną noc w tygodniu. W dwa dni po zawarciu małżeństwa, Małgorzata Ludwika zażądała od męża przekazania jej klejnotów książęcych Medyceuszy, na co Kosma odparł, że nie ma prawa nikomu ich przekazywać. Planowała wówczas kradzież drogocenności, wywiezienie ich z Toskanii i powrót na francuski dwór, wszystko po to by znaleźć się jak najdalej od męża, ale ostatecznie została powstrzymana przez swojego teścia, wielkiego księcia Ferdynanda II. Po tym wydarzeniu obojętność Małgorzaty Ludwiki zmieniła się w nienawiść, spotęgowaną jeszcze przez konieczność rozdzielenia z ukochanym Karolem Lotaryńskim, do którego zmuszono ją w Marsylii. Przy jednej z okazji groziła mężowi, że rozbije mu butelkę na głowie, jeśli natychmiast nie opuści jej pokoju. Darzyła go płomienną nienawiścią, która jednak nie przeszkodziła jej w wydaniu na świat dzieci: Ferdynanda w 1663, Anny Marii w 1667 i Jana Gastona w 1671 roku. Również rodzina Kosmy padła ofiarą kaprysów jego żony: kilkakrotnie wszczynała karczemne awantury z jego matką, cenioną za pobożność Wiktorią della Rovere odnośnie do pierwszeństwa oraz z wielkim księciem Ferdynandem odnośnie do jej rozrzutności. Nastroje Małgorzaty Ludwiki spowodowały nie tylko pogorszenie się jej stosunków z teściem, ale również z Florentyńczykami, którzy byli już zmęczeni jej niedbałymi manierami.

### Prośby o powrót do ojczyzny
Po krótkiej wizycie Karola Lotaryńskiego we Florencji, podczas której był podejmowany przez rodzinę wielkoksiążęcą w Palazzo Pitti, w listach Małgorzaty Ludwiki zaczęły pojawiać się aluzje, jako miałaby być śledzona na zlecenie teścia i męża. W odpowiedzi na to, napisała do Ludwika XIV prosząc go o interwencję, ale monarcha zdecydowanie odmówił. Zarówno jej małżonek prowadził obfitą korespondencję z francuskim monarchą, zwłaszcza po zwolnieniu francuskiej służby Małgorzaty Ludwiki, która miała się skarżyć na złe traktowanie ze strony pracodawczyni, domagając się utemperowania krnąbrnej kuzynki.
Aby zadowolić zarówno wielkiego księcia jak i Małgorzatę Ludwikę, król wysłał do Florencji hrabiego de Saint Mesme, Orleanka pragnęła wrócić do ojczyzny, z czym zresztą zgadzał się sam Mesme, podobnie jak francuski dwór, jednakże zdecydowany opór wielkiego księcia i Ludwika XIV nie doprowadził do rozwiązania niezgodnego małżeństwa. Obecnie księżna obrażała Kosmę przy każdej nadarzającej się okazji, zażądała zatrudnienia jedynie francuskich kucharzy, ponieważ obawiała się, że Medyceusze mają zamiar ją otruć, a także nazwała Kosmę "ubogim stajennym" w obecności nuncjusza papieskiego.
Po kilku kolejnych zakończonych niepowodzeniem próbach powrotu do Francji, we wrześniu 1664 roku Małgorzata Ludwika opuściła swój apartament w Palazzo Pitti, odmawiając powrotu, przez co Kosma nakazał jej przeniesienie się do willi Lappeggi, gdzie była strzeżona przez czterdziestu żołnierzy i sześciu dworzan, wyznaczonych osobiście przez Kosmę, których zadaniem było towarzyszenie jej wszędzie, ponieważ obawiano się, że ucieknie. W następnym roku zmieniła taktykę i pogodziła się z rodziną męża. Kruche zbliżenie pomiędzy Małgorzatą Ludwiką, a resztą rodziny załamało się kiedy w 1667 roku wydała na świat córkę Annę Marię Ludwikę, a wkrótce po tym zachorowała na ospę.

## Wielka Księżna Toskanii: 1670-1721

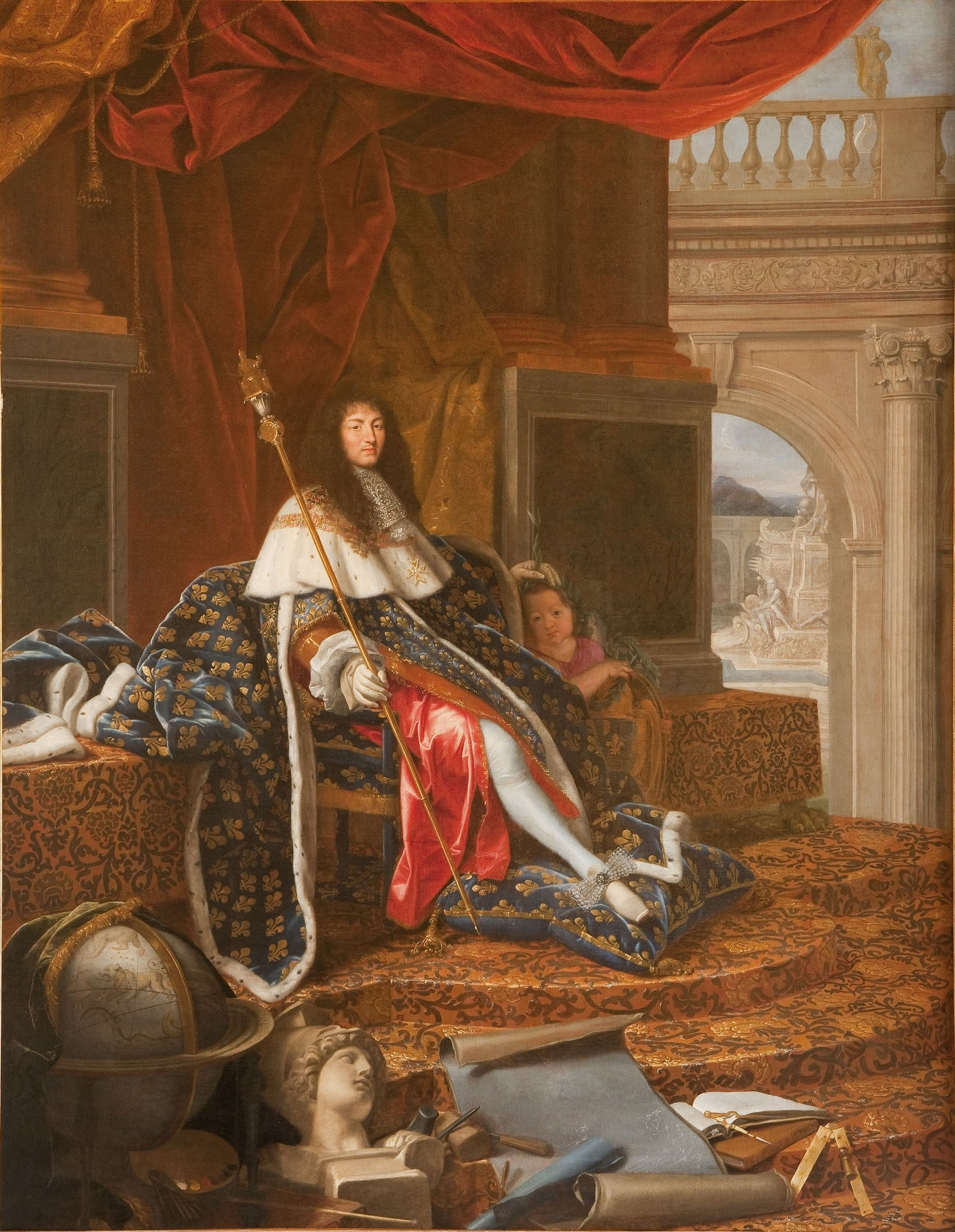
Ludwik XIV, kuzyn Małgorzaty Ludwiki

Po śmierci Ferdynanda II w maju 1670 roku, Małgorzata Ludwika została wielką księżną Toskanii. Zgodnie ze starą tradycją po wstąpieniu Kosmy III na tron matka nowego władcy weszła w skład Consulty (organu doradzającego wielkiemu księciu). Odgrywając się na synowej Wiktoria della Rovere pozbawiła ją możliwości uzyskania wpływu na politykę Wielkiego Księstwa Toskanii, pozostawiając jej jedynie nadzór nad edukacją najstarszego syna, następcy tronu Ferdynanda. Rozwścieczona zniewagą jaka ją spotkała, Małgorzata Ludwika stawiła czoła teściowej, domagając się pierwszeństwa przed nią oraz możliwości wejścia w skład Consulty. Kosma III opowiedział się po stronie matki. Na początku 1671 roku sprzeczki pomiędzy Małgorzatą Ludwiką i Wiktorią doszły do takiego poziomu, że ambasadorowie donosili iż "Palazzo Pitti stał się siedzibą diabła i jedynym co można tam usłyszeć są odgłosy trwających od rana do północy karczemnych kłótni i obelg".

### Powrót do Francji
Na początku 1672 roku Małgorzata Ludwika napisała do Ludwika XIV, prosząc go o wysłanie medyków mających wyleczyć raka piersi, którego wówczas u niej podejrzewano. Król posłał Alliota le Vieux, osobistego lekarza Anny Austriaczki, polecając mu zbadanie kuzynki. W przeciwieństwie do Mesme, medyk nie uległ naleganiom wielkiej księżnej, dla której choroba była tylko wymówką służącą powrotowi do Francji, podczas badania nie znalazł śladów nowotworu i stwierdził postępującą histerię, na którą lekarstwem miała być podróż do wód termalnych. Sfrustrowana porażką swojego planu, Małgorzata Ludwika nawiązała romans z pałacowym sługą, czym doprowadzała męża do szaleńczych ataków zazdrości.
Aby przywrócić harmonie w rodzinie, Kosma III posłał po Madame du Deffand, guwernantkę Małgorzaty Ludwiki, która bez skutku usiłowała namówić niesforną wychowankę do posłuszeństwa mężowi. Jednakże, ze względu na szereg zgonów w rodzinie królewskiej przybyła z opóźnieniem, w grudniu 1672 roku. W tym czasie Małgorzata Ludwika przeżyła załamanie nerwowe, które poskutkowało pozwoleniem na odwiedzenie przez nią willi willi medycejskiej w Poggio a Caiano, rzekomo w celu rekolekcji przedświątecznych w pobliskiej świątyni. Znalazłszy się na miejscu, odmówiła powrotu do stolicy, co zaowocowało ponad dwuletnią separacją od wielkiego księcia i dzieci, który nadal nie wyrażał zgody na jej powrót do Francji, o co prosiła go w każdym wysyłanym doń liście. Plan wysłania Madame du Deffand zakończył się niepowodzeniem. Ludwik XIV podjął ostateczną próbę pogodzenia wielkoksiążęcej pary, która również nie przyniosła spodziewanego skutku. W związku z klęską wszystkich powyższych prób, Kosma skapitulował wobec żądań Małgorzaty Ludwiki, w kontrakcie podpisanym 26 grudnia 1674 roku, który zapewniał jego żonie roczną rentę w wysokości osiemdziesięciu tysięcy liwrów, prawo powrotu do Francji, ale jedynie w granicach kościoła i klasztoru Saint Pierre prowadzonego przez benedyktynów na paryskim wzgórzu Montmartre i pod warunkiem zrzeczenia się jej praw przysługujących jej jako francuskiej księżniczce. Pełna radości wielka księżna wyruszyła do Francji z bezcennymi antykami i meblami zagrabionymi z willi Poggio a Caiano, ponieważ, według jej własnych słów "nie miała zamiaru dać się odesłać bez odpowiedniej zapłaty".

### Montmartre

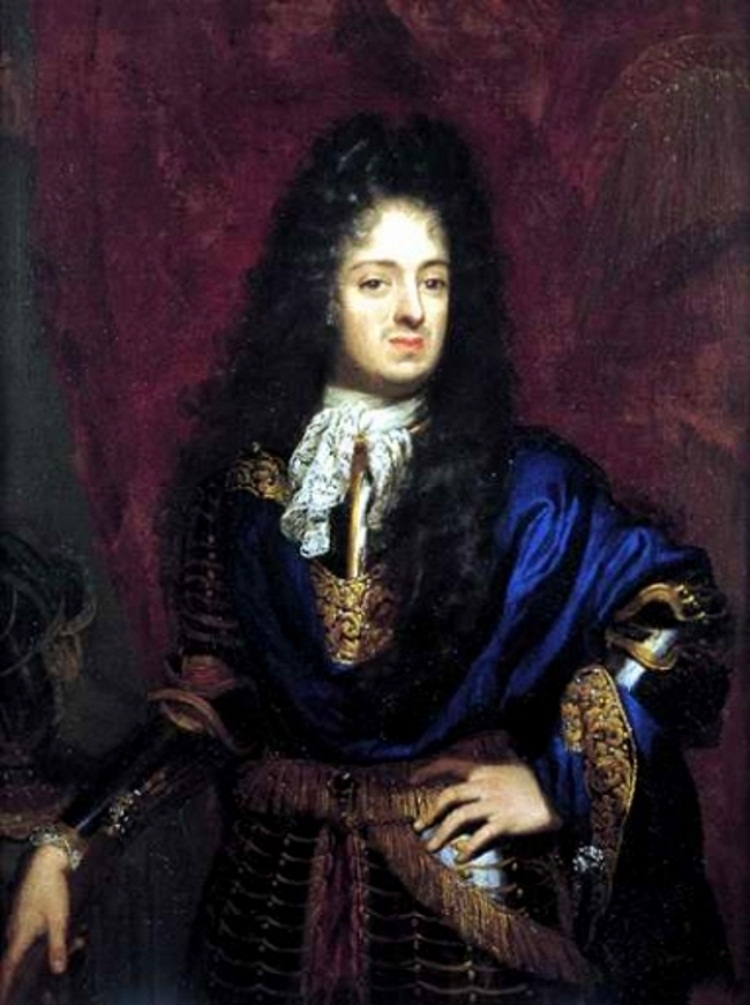
Ferdynand Medyceusz pierworodny syn Małgorzaty Ludwiki

Wieści o ucieczce Małgorzaty Ludwiki z Livorno, która miała miejsce 12 czerwca 1675 roku, zostały przyjęte przez florentczyków z wielkim oburzeniem. Również sympatyzująca z nią szlachta mylnie obwiniła Kosmę III o doprowadzenie do ucieczki żony z Toskanii. Małgorzata Ludwika początkowo patronowała działalności charytatywnej na terenie Montmartre, ale znudziła się "atmosferą pobożności" i szybko powróciła do rozrzutnego trybu życia, nadmiernie różując policzki i nosząc jasnoblond peruki, a także nawiązując romans z hrabią Lovigny, którego wkrótce porzuciła dla dwóch członków słynnego Regimentu Luksemburskiego. Ludwik XIV ignorując artykuł umowy z 1674 roku zakazującego Małgorzacie Ludwice opuszczania murów opactwa, pozwolił wielkiej księżnej na przebywanie na jego dworze, gdzie oddawała się grze w karty o wysokie stawki.
Ze względu na swoją nieliczną, źle dobraną świtę oraz krótkie wizyty na dworze, Małgorzata Ludwika była dla wersalskich dworzan obiektem kpin, co zmusiło ją do dopuszczenia "osobników o nieszczególnym pochodzeniu" do swojego kręgu. Wysłannik wielkiego księcia, hrabia Gondi wielokrotnie zwracał królowi uwagę na niewłaściwe zachowanie Małgorzaty Ludwiki, ale bez rezultatu. W końcu opatka Montmartre, Franciszka Renata Lotaryńska zapytana przez Ludwika XIV o to co sądzi o ostatnim romansie jego kuzynki ze stajennym interweniowała, stwierdzając, że "zmowa milczenia jest jedynym antidotum na jej deprawację i ekscesy ", co wyjaśnia nieobecność Małgorzaty Ludwiki w pamiętnikach tego okresu.
Po powrocie do Florencji Gondi zdał Kosmie III raport z działalności Małgorzaty Ludwiki. Uznając postępowanie małżonki za niegodne swojej pozycji, napisał do Ludwika XIV, domagając się wyjaśnienia. Początkowo pełen współczucia wobec wielkiego księcia francuski monarcha wkrótce poczuł się przytłoczony niekończącym się strumieniem protestów i odpisał Medyceuszowi, ucinając w ten sposób dalsze skargi na postępowanie niesfornej kuzynki: "Odkąd wielki książę Toskanii wyraził zgodę na powrót swej małżonki do Francji, praktycznie zrzekł się prawa do ingerowania w jej postępowanie" i Kosma III stracił argumenty do dalszych sporów oraz reakcji na prowadzenie się żony. Małgorzata Ludwika została poinformowana przez męża o postępującej chorobie ich najstarszego syna, księcia Ferdynanda, który był zwolennikiem sprawy matki i korespondował z nią. Wielka księżna przekonana o rychłej śmierci męża, zapewniła bywalców francuskiego dworu, że "na pierwszą wzmiankę o śmierci swego budzącego wstręt męża, wyruszy do Florencji by obalić wszystkich hipokrytów i hipokryzję oraz ustanowić nową formę sprawowanej władzy". Jednakże nie doszło do tego, a Kosma III przeżył ją o dwa lata.
Znajdując się w 1688 roku na skraju bankructwa, Małgorzata Ludwika napisała do Kosmy prosząc go o 20 tysięcy koron. Kiedy wielki książę nie odpowiadał, skupiła się na swoim synu, w nadziei, że być może on udzieli jej pomocy, ale książę stwierdził, że nie może spełnić jej życzenia nie wzbudzając tym samym wściekłości ojca. Ostatecznie Kosma spłacił jej długi, a jej bezpieczeństwo finansowe zostało zapewnione kiedy odziedziczyła sporą sumę pieniędzy po śmierci jednego ze swoich krewnych w 1696 roku
Podczas gdy zachowanie Małgorzaty Ludwiki, w tym grożenie spaleniem klasztoru, było tolerowane przez poprzednią opatkę Montmartre, nowa ksieni, Madame d'Harcourt, często skarżyła się na nią przed wielkim księciem i królem. W odwecie, Małgorzata Ludwika zagroziła, że zabije ją toporem i pistoletem, a także utworzy przeciwną jej koterię wśród zakonnic. Dlatego zgodnie z jej życzeniem, Kosma III wyraził zgodę na przeniesienie żony do nowego domu zakonnego, Saint-Mandé, pod warunkiem, że będzie mogła je opuścić wyłącznie na wyraźne zezwolenie Ludwika XIV oraz że będzie jej towarzyszył wybrany przez niego szambelan. Ponieważ nie chciała spełnić tych warunków, wstrzymano wypłatę jej dochodów, a następnie wznowiono ich realizację, gdy król zmusił ją do ustąpienia.

### Saint-Mandé
W Saint-Mandé Małgorzata Ludwika przeszła transformację: przestała zwracać na siebie uwagę swymi ekscesami i zajęła się reformą klasztoru, który nazywała "klerykalnym domem uciech" - wiecznie nieobecna matka przełożona, która nosiła męskie ubranie została odwołana, niezborne mniszki zostały usunięte i to właśnie z powodu tych czynów jej zachowanie nie okazało się już kością niezgody w stosunkach Francji z wielkim księstwem Toskanii. Od 1712 roku zdrowie Małgorzaty Ludwiki zaczęło podupadać, a przebyty w tym samym roku atak apopleksji spowodował paraliż lewej ręki i problemy z mową. Wkrótce powróciła do pełnej sprawności, ale w następnym roku spotkała ją osobista tragedia, śmierć jedynego ze swoich dzieci, o które dbała, księcia Ferdynanda, która przyczyniła się do drugiego ataku apopleksji, który na krótko sparaliżował jej oczy i niemal pozbawił mowy. Regent Królestwa Francji, Filip Orleański, pozwolił Małgorzacie Ludwice na zakup domu w Paryżu, pod numerem 15 na placu des Vosges, gdzie spędziła swoje ostatnie lata. Prowadziła korespondencję z matką regenta, Elżbietą Charlottą z Palatynatu i wytrwale łożyła znaczne sumy na cele charytatywne. Księżniczka Francji i wielka księżna Toskanii Małgorzata Ludwika Orleańska zmarła we wrześniu 1721 i została pochowana na paryskim cmentarzu Picpus.

## Potomstwo
20 czerwca 1661 roku we Florencji Małgorzata Ludwika wyszła za mąż za Kosmę Medyceusza (1642–1723), syna Ferdynanda II, wielkiego księcia Toskanii i Wiktorii della Rovere, z którym miała trójkę dzieci:
- Ferdynanda (1663–1713), męża Jolanty Beatrycze Bawarskiej (1673–1731),
- Annę Marię Ludwikę (1667–1743), żonę Jana Wilhelma Wittelsbacha (1658–1716), elektora Palatynatu Reńskiego
- Jana Gastona (1671–1737), ostatni wielki książę Toskanii, mąż Anny Marii Franciszki Sasko-Lauenburskiej (1672–1741).